# Pinnower See (Lausitz)
Der  Pinnower See  ist ein 54 ha großes Stillgewässer auf dem Gebiet der Gemeinde Schenkendöbern im Landkreis Spree-Neiße in Brandenburg. Der See liegt im Naturpark Schlaubetal, südlich von Pinnow, einem Ortsteil der Gemeinde Schenkendöbern. Die B 320 verläuft unweit nördlich.
Seit dem 1. Mai 1968 hat der See den Status eines Landschaftsschutzgebietes.
Der Wasserstand des Pinnower Sees sinkt deutlich.
Bereits 2017 befürchtete man eine Dreiteilung des Sees, dessen Wasserhöhe damals bereits um 1,5 Meter abgesunken war. 2018 beschloss das Brandenburgische Umweltministerium, den See ab 2019 mit zusätzlichem Wasser zu versorgen. Dazu soll die LEAG, der Betreiber der Tagebaue der Region, Grundwasser aus 60 bis 100 Meter tiefen Brunnen entnehmen und in die Seen leiten.